# Swammerdamia nanivora
Swammerdamia nanivora is een vlinder uit de familie van de stippelmotten (Yponomeutidae). De wetenschappelijke naam van de soort werd in 1871 gepubliceerd door Henry Tibbats Stainton.